# سيلفرسي للرحلات البحرية
سيلفرسي للرحلات البحرية أو سيلفرسي كروزز (بالإنجليزية: Silversea Cruises) هي شركة لخطوط الرحلات البحرية الفاخرة وسفريات الاستكشاف ومقرها في موناكو. تأسست في عام 1994 على يد مجموعة فلاسوف من موناكو وعائلة لوفيفر من روما، وكانت رائدة في مفهوم الرحلات البحرية الشاملة مع سفينتها الأولى، سيلفر كلاود. أصبحت منذ يوليو 2020 مملوكة لـ مجموعة رويال كاريبيان.

## التاريخ

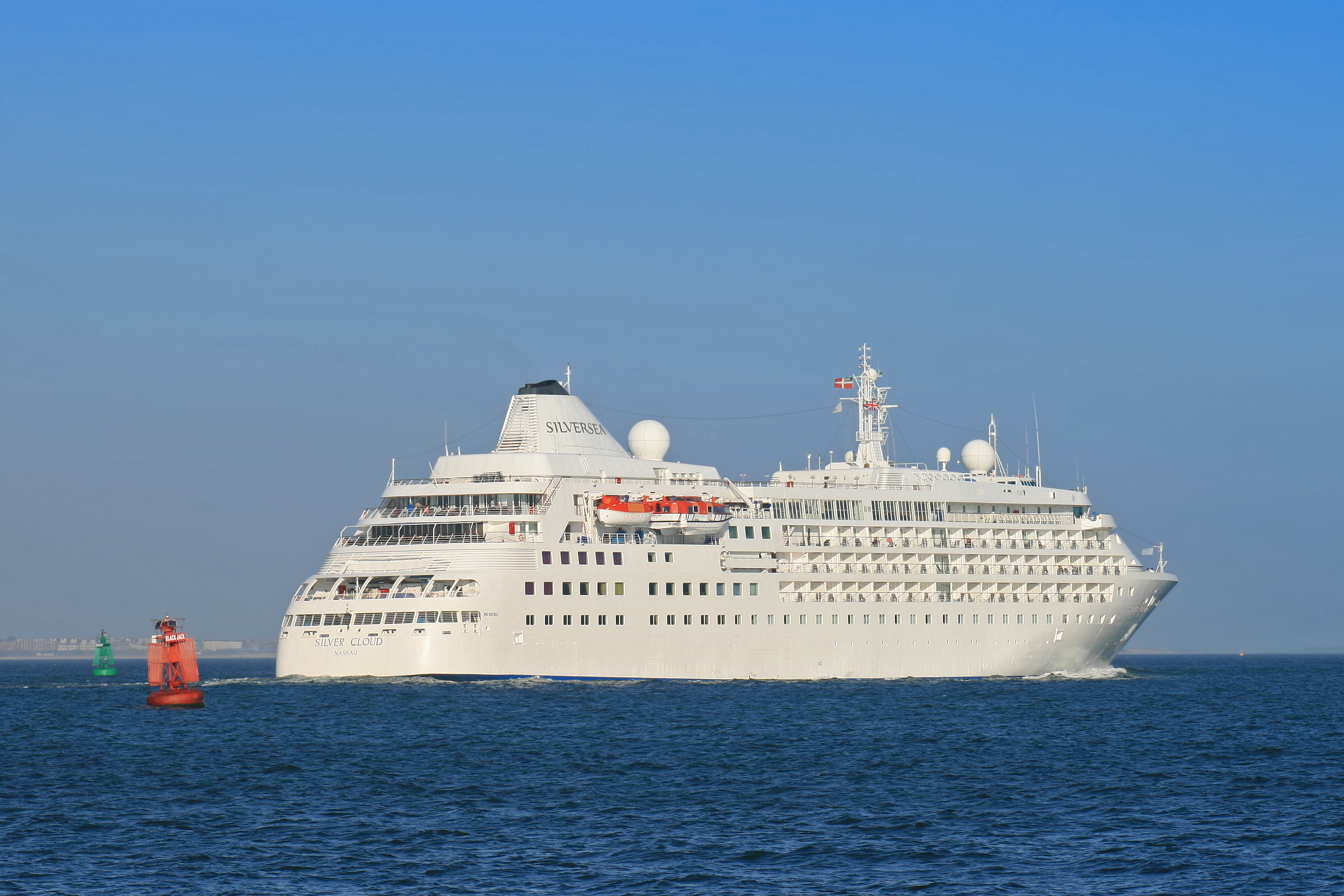
سيلفر كلاود، أول سفينة لسيلفرسي

تأسست سيلفرسيا في عام 1994 بمشروع مشترك بين مجموعة فلاسوف من موناكو و أنطونيو لوفيفر ديفيديو من روما. كان المالكان المشتركان قد سبق لهما أن كانا شريكين في ملكية سيتمار كروزيس.
كاستراتيجية تسويقية، أطلقا مسارا جديدا وبمفهوم التسعير الشامل بما في ذلك الإكراميات، المشروبات، رسوم الموانئ، تأمين السفر، وبعض الرحلات الشاطئية المجانية. وبما أنه كان من المتوقع أن حوالي 80 بالمائة من عملاء الشركة يقدمون من أمريكا الشمالية، فقد أنشأ مكتب المبيعات في فورت لودرديل، فلوريدا.

### قسم الاستكشاف

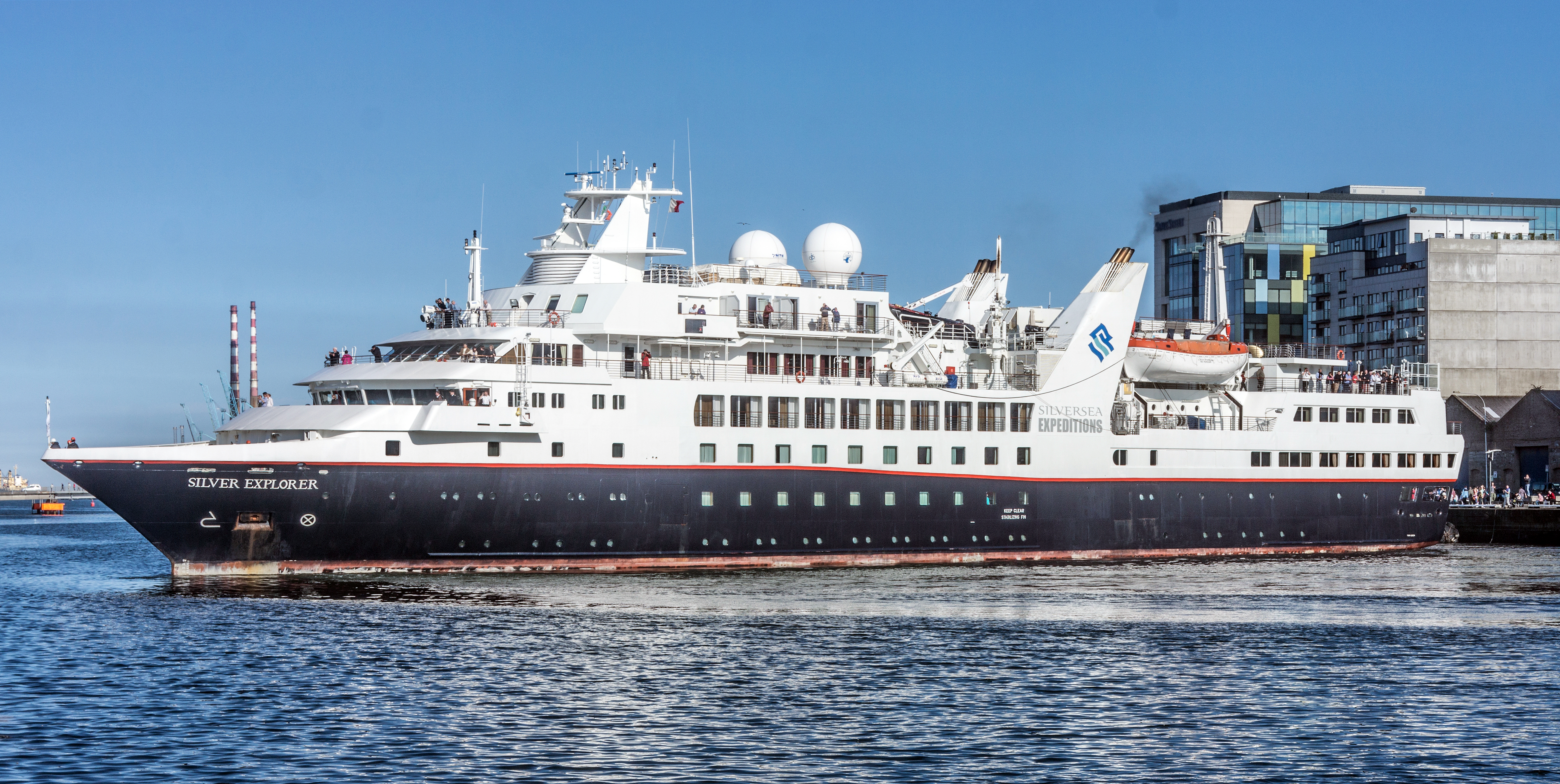
سيلفر إكسبلورر، أول سفينة استكشاف لسيلفرسي

في عام 2007، أعلنت الشركة أنها ستطلق قسمًا للاستكشاف بالاستحواذ على سفينة وورلد ديسكفرر السابقة التي تتسع لـ 144 راكبًا. استأجرت سيلفرسي المستكشف كونراد كومبرينك وتفويضه للبدء برحلات استكشاف فاخر، وهو شيء لم يكن موجودًا بعد في صناعة الرحلات البحرية. ثم أعيد تسمية السفينة المشتراة برنس ألبرت الثاني (الآن سيلفر إكسبلورر) وتم تعميدها من قبل الأمير ألبير الثاني أمير موناكو.

### الاستحواذ من قبل رويال كاريبيان
في 14 يونيو 2018، اشترت رويال كاريبيان حصة الأغلبية في سيلفرسي مقابل حوالي مليار دولار. تم الانتهاء من الصفقة في يوليو 2018. بعد الإعلان، طلبت سيلفرسي ثلاث سفن جديدة: سفينتان من فئة إيفوليوشن ليتم بناؤهما بواسطة ماير ويرفت ليتم تسليمهما بدءًا من عام 2022 وسفينة استكشاف واحدة من حوض دي هوب لبناء السفن ليتم تسليمها في مارس 2020.
في يوليو 2020، استحوذت مجموعة رويال كاريبيان على الأسهم المتبقية من سيلفرسي من هيريتيدج كروز هولدينغ مقابل 5.2 مليون سهم من أسهم مجموعة رويال كاريبيان.

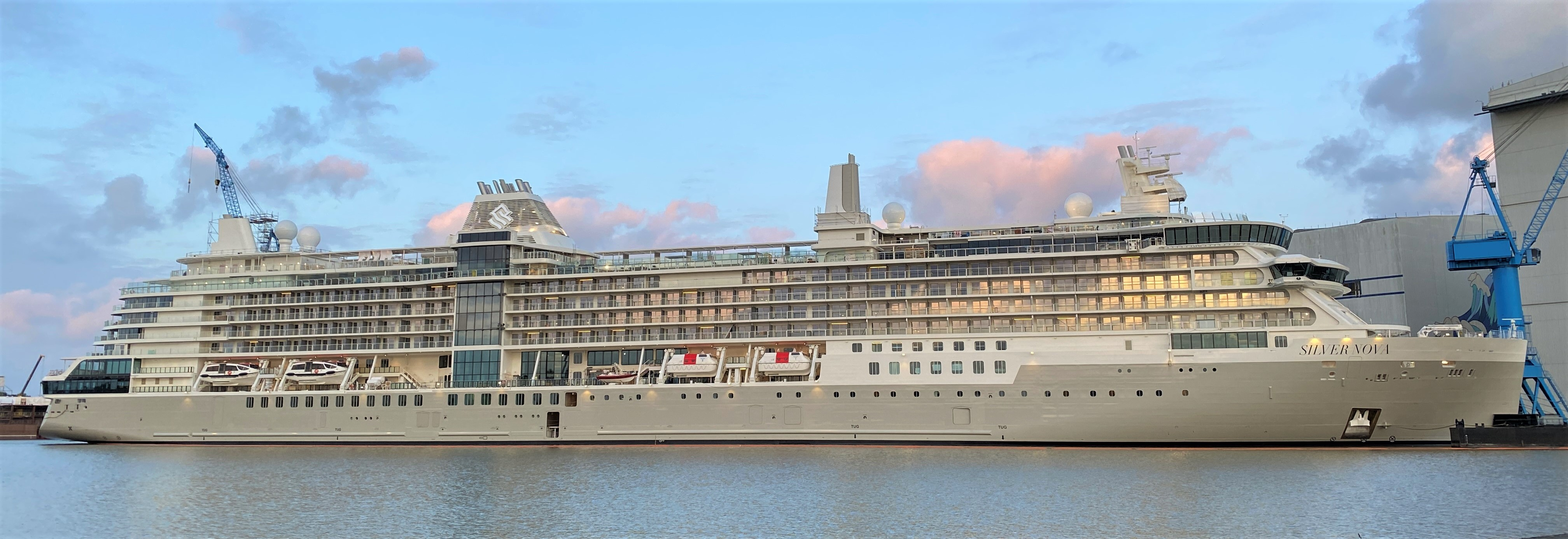
، جزء من الجيل الجديد من فئة إيفوليوشن

## الأسطول الحالي
يسرد الجدول الأسطول الحالي من السفن التي تديرها سيلفرسي للرحلات البحرية.
| السفينة       | تاريخ البناء | الصانع                                           | دخلت الخدمة لصالح سيلفرسي | عدد الركاب | حمولة إجمالية | العلم       | المعمدة من قبل                                             | ملاحظات                                                       | الصورة         |
| ------------- | ------------ | ------------------------------------------------ | ------------------------- | ---------- | ------------- | ----------- | ---------------------------------------------------------- | ------------------------------------------------------------- | -------------- |
| سيلفر كلاود   | 1994         | فرانشيسكو فيسنتيني (البدن) تي. ماريوتي (الإكمال) | 1994–حتى الآن             | 254        | 17,400        | جزر البهاما | يوجينيا بيك لوفيفر ديفيديو (والدة رئيس مجلس الإدارة)       | تم تحويلها لخدمة الاستكشاف في 2017                            |                |
| سيلفر ويند    | 1995         | فرانشيسكو فيسنتيني (البدن) تي. ماريوتي (الإكمال) | 1995– حتى الآن            | 274        | 17,400        | جزر البهاما | باتريسيا لوفيفر ديفيديو (زوجة ابن المؤسس)                  | تم تحويلها لخدمة الاستكشاف في 2021                            |                |
| سلفر شادو     | 2000         | فرانشيسكو فيسنتيني (البدن) تي. ماريوتي (الإكمال) | 2000–حتى الآن             | 392        | 28,258        | جزر البهاما | جانيت بيرك (نائبة رئيس سيلفرسي)                            |                                                               | Silver Shadow  |
| سيلفر ويسبر   | 2001         | فرانشيسكو فيسنتيني (البدن) تي. ماريوتي (الإكمال) | 2001–حتى الآن             | 392        | 28,258        | جزر البهاما | مارزيا لوفيفر ديفيديو(زوجة رئيس مجلس الإدارة)              |                                                               | Silver Whisper |
| سيلفر سبيريت  | 2009         | فينكانتييري، إيطاليا                             | 2009–حتى الآن             | 608        | 39,519        | جزر البهاما | سيلفيا لوفيفر ديفيديو (شقيقة رئيس مجلس الإدارة)            | كانت في الأصل 36,000 طن. تم رَفْع القدرة في مارس 2018.          |                |
| سيلفر ميوز    | 2017         | فينكانتييري، إيطاليا                             | 2017–حتى الآن             | 596        | 40,791        | جزر البهاما | كوستانزا لوفيفر ديفيديو(ابنة رئيس مجلس الإدارة)            |                                                               |                |
| سيلفر مون     | 2020         | فينكانتييري، إيطاليا                             | 2020–حتى الآن             | 596        | 40,844        | جزر البهاما | غايا غاجا(صانعة نبيذ إيطالية)                              | سفينة شقيقة لـ سيلفر ميوز وُضِعَ عارضة سفينتها في 15 فبراير 2019 |                |
| سيلفر أوريجين | 2020         | حوض دي هوب لبناء السفن, هولندا                   | 2020 –حتى الآن            | 100        | 6,365         | الإكوادور   | جوانا كاريون (ناشطة في مجال المحافظة على أرخبيل غالاباغوس) | أول سفينة استكشاف مبنية لهذا الغرض لسيلفرسي                   |                |
| سيلفر داون    | 2021         | فينكانتييري، إيطاليا                             | 2021–حتى الآن             | 596        | 40,855        | جزر البهاما | نيلو موتامد (كاتبة/شخصية في مجال الأطعمة والسفر)           | سفينة شقيقة لـ سيلفر مون                                      |                |
| سيلفر إنديفور | 2021         | إم في ويرفتن شترالزوند، ألمانيا                  | 2022–حتى الآن             | 220        | 20,649        | جزر البهاما | فيليسيتي أستون (مغامرة بريطانية/عالمة مناخ)                | كانت سابقًا كريستال إنديفور                                    |                |
| سيلفر نوفا    | 2023         | ماير ويرفت، ألمانيا                              | 2023–حتى الآن             | 728        | 55,051        | جزر البهاما | نينا كومبتون (طاهية)                                       | أكبر سفينة بنيت لسيلفرسي                                      |                |
| سيلفر راي     | 2024         | ماير ويرفت، ألمانيا                              | 2024–حتى الآن             | 728        | 55,051        | جزر البهاما | ماريا جوزفينا أولاسكواغا (عالمة محيطات)                    | سفينة شقيقة لـ سيلفر نوفا                                     |                |

## وصلات خارجية
- الموقع الرسمي